# Wereldkampioenschappen schaatsen afstanden 2013 - 500 meter vrouwen
De 500 meter vrouwen op de wereldkampioenschappen schaatsen afstanden 2013 werd gereden op zondag 24 maart 2013 in het ijsstadion Adler Arena in Sotsji, Rusland.
Lee Sang-hwa was de titelverdedigster en regerend olympisch kampioene, ook reed ze eerder in het seizoen al een wereldrecord en won ze met overmacht de wereldbeker. Lee maakte haar favorietenrol waar en won allebei de races met overmacht en bleef wereldkampioene.

## Plaatsing
De regels van de ISU schrijven voor dat er maximaal 24 schaatssters zich plaatsen voor het WK op deze afstand. Geplaatst zijn de beste veertien schaatssters van het wereldbekerklassement, aangevuld met de tien tijdsnelsten waarbij alleen tijden gereden in de wereldbeker of op een wereldkampioenschap (sprint of allround) meetellen. Achter deze 24 namen wordt op tijdsbasis nog een reservelijst van maximaal zes namen gemaakt.
Aangezien het aantal deelnemers per land beperkt is beperkt tot een maximum van drie, telt de vierde (en vijfde etc.) schaatsster per land niet mee voor het verloop van de ranglijst. Het is aan de nationale bonden te beslissen welke van hun schaatssters, mits op de lijst, naar het WK afstanden worden afgevaardigd.
De Chinese co-favoriete Yu Jing meldde zich af en werd niet door een andere Chinese rijdster vervangen. De Wit-Russin Svetlana Radkevitsj schoof door van de reservelijst.

## Statistieken

### Uitslag
| #      | Naam                 | Land | 1e run     | 2e run     | Totaal |
| ------ | -------------------- | ---- | ---------- | ---------- | ------ |
| Goud   | Lee Sang-hwa         | KOR  | 37,69 (1)  | 37,65 (1)  | 75,340 |
| Zilver | Wang Beixing         | CHN  | 38,22 (5)  | 37,81 (2)  | 76,030 |
| Brons  | Olga Fatkoelina      | RUS  | 38,14 (2)  | 37,94 (3)  | 76,080 |
| 4      | Jenny Wolf           | GER  | 38,16 (4)  | 37,97 (4)  | 76,144 |
| 5      | Thijsje Oenema       | NED  | 38,16 (3)  | 38,03 (5)  | 76,198 |
| 6      | Nao Kodaira          | JPN  | 38,48 (7)  | 38,25 (7)  | 76,736 |
| 7      | Jekaterina Ajdova    | KAZ  | 38,49 (8)  | 38,24 (6)  | 76,744 |
| 8      | Heather Richardson   | USA  | 38,29 (6)  | 38,46 (10) | 76,768 |
| 9      | Zhang Hong           | CHN  | 38,57 (12) | 38,30 (8)  | 76,887 |
| 10     | Karolína Erbanová    | CZE  | 38,58 (13) | 38,37 (9)  | 76,956 |
| 11     | Maki Tsuji           | JPN  | 38,55 (11) | 38,48 (11) | 77,042 |
| 12     | Judith Hesse         | GER  | 38,55 (10) | 38,62 (12) | 77,173 |
| 13     | Laurine van Riessen  | NED  | 38,53 (9)  | 38,78 (15) | 77,321 |
| 14     | Brittany Bowe        | USA  | 38,65 (14) | 38,72 (14) | 77,381 |
| 15     | Miyako Sumiyoshi     | JPN  | 38,80 (17) | 38,67 (13) | 77,481 |
| 16     | Margot Boer          | NED  | 38,72 (15) | 38,82 (16) | 77,544 |
| 17     | Jennifer Plate       | GER  | 38,78 (16) | 39,02 (18) | 77,810 |
| 18     | Kaylin Irvine        | CAN  | 39,33 (19) | 38,90 (17) | 78,244 |
| 19     | Anastasia Bucsis     | CAN  | 39,13 (18) | 39,24 (20) | 78,379 |
| 20     | Danielle Wotherspoon | CAN  | 39,45 (21) | 39,04 (19) | 78,494 |
| 21     | Lauren Cholewinski   | USA  | 39,34 (20) | 39,30 (22) | 78,651 |
| 22     | Kim Hyun-yung        | KOR  | 39,67 (23) | 39,24 (20) | 78,927 |
| 23     | Svetlana Radkevitsj  | BLR  | 39,64 (22) | 39,50 (23) | 79,149 |
| 24     | Joelia Litejkina     | RUS  | 40,21 (24) | 39,74 (24) | 79,958 |

### Loting 1e rit
| Rit | Binnenbaan           | Buitenbaan          |
| --- | -------------------- | ------------------- |
| 1   | Kaylin Irvine        | Kim Hyun-yung       |
| 2   | Joelia Litejkina     | Svetlana Radkevitsj |
| 3   | Lauren Cholewinski   | Jennifer Plate      |
| 4   | Danielle Wotherspoon | Jekaterina Ajdova   |
| 5   | Judith Hesse         | Brittany Bowe       |
| 6   | Anastasia Bucsis     | Maki Tsuji          |
| 7   | Miyako Sumiyoshi     | Laurine van Riessen |
| 8   | Karolína Erbanová    | Zhang Hong          |
| 9   | Thijsje Oenema       | Margot Boer         |
| 10  | Nao Kodaira          | Heather Richardson  |
| 11  | Jenny Wolf           | Lee Sang-hwa        |
| 12  | Wang Beixing         | Olga Fatkoelina     |

### Ritindeling 2e rit
| Rit | Binnenbaan          | Buitenbaan           |
| --- | ------------------- | -------------------- |
| 1   | Kim Hyun-yung       | Joelia Litejkina     |
| 2   | Svetlana Radkevitsj | Danielle Wotherspoon |
| 3   | Jennifer Plate      | Lauren Cholewinski   |
| 4   | Margot Boer         | Kaylin Irvine        |
| 5   | Brittany Bowe       | Anastasia Bucsis     |
| 6   | Zhang Hong          | Miyako Sumiyoshi     |
| 7   | Maki Tsuji          | Karolína Erbanová    |
| 8   | Laurine van Riessen | Judith Hesse         |
| 9   | Jekaterina Ajdova   | Nao Kodaira          |
| 10  | Heather Richardson  | Wang Beixing         |
| 11  | Olga Fatkoelina     | Jenny Wolf           |
| 12  | Lee Sang-hwa        | Thijsje Oenema       |

1996 · 
1997 · 
1998 · 
1999 · 
2000 · 
2001 · 
2003 · 
2004 · 
2005 · 
2007 · 
2008 · 
2009 · 
2011 · 
2012 · 
2013 · 
2015 · 
2016 · 
2017 · 
2019 · 
2020 · 
2021 · 
2023 · 
2024 · 
2025